# Tweede Kamerverkiezingen 2023/Kandidatenlijst/Nederland met een PLAN
Dit is de kandidatenlijst van Nederland met een PLAN voor de Tweede Kamerverkiezingen van 2023. De partij nam deel in alle kieskringen, behalve in de kieskringen 3 (Assen), 16 (Middelburg) en 20 (Bonaire).
1. Kok Chan, Amsterdam - 3.399 stemmen[2]
2. Michèle Hogeweg, Amsterdam - 636
3. René Groeneveld, Amsterdam - 112
4. Kimbel Bouwman, Amsterdam - 58
5. Serge Lutgens, Amsterdam - 53
6. Ricky Bakker, Amsterdam - 56
7. Lili Dong, 's-Gravenhage - 295
8. Maureen Riley, Zaandam - 120
9. Shirley Chan, Amsterdam - 102
10. Yong Cai, Capelle aan den IJssel -  339
11. Daniel Bosch, Amsterdam - 23
12. Weixiong Fan, Haarlem - 39
13. Vincent Adolfse, Amsterdam - 25
14. Jocelyn Cao, Sittard-Geleen - 71
15. Cheong Yi Lee, Amsterdam - 18
16. Mohamed Aabidi, Amsterdam - 20
17. Michael Chang, Amsterdam - 121

VVD · D66 · GroenLinks-PvdA · PVV · CDA · SP · Forum voor Democratie · Partij voor de Dieren · ChristenUnie · Volt · JA21 · SGP · DENK · 50PLUS · BBB · BIJ1 · Piratenpartij - De Groenen · BVNL / Groep Van Haga · Nieuw Sociaal Contract · Splinter · Libertaire Partij · LEF - Voor de Nieuwe Generatie · Samen voor Nederland · Nederland met een PLAN · PartijvdSport · Politieke Partij voor Basisinkomen